# St. Cloud (Floryda)
St. Cloud – miasto w Stanach Zjednoczonych, w stanie Floryda, w hrabstwie Osceola. W latach 2010–2019 populacja miasta wzrosła o 44,4% do 54,6 tys. mieszkańców, co czyni St. Cloud jednym z najszybciej rozwijających się miast w stanie. Jest częścią obszaru metropolitalnego Orlando.